# غلوريا غارسيا
غلوريا غارسيا (بالإسبانية: Gloria Fuertes)‏ (و. 1917 – 1998 م) هي كاتِبة، وشاعرة إسبانية، ولدت في مدريد، توفيت في مدريد، عن عمر يناهز 81 عاماً، بسبب سرطان الخلايا الصغيرة.
جلوريا فويرتس غارسيا (28 يوليو 1917 في مدريد- 27 نوفمبر 1998) كانت شاعرة إسبانية من «جيل الخمسين»، بعد الحركة الأدبية لجيل ما بعد الحرب الأول. تم تعزيز عملها  الشعري في إسبانيا منذ السبعينيات من خلال تعاونها في برامج الأطفال والشباب على التلفزيون الإسباني مثل Un globo, dos globos, tres globos, La cometa blanca (بالون، بالونتان، ثلاث بالونات), (الطائرة الورقية البيضاء).
```
دافعت في شعرها عن النسوية والسلمية والبيئة. في عام 2017 ، بمناسبة الاحتفال بالذكرى المئوية لميلادها، تم إثبات دورها في الشعر الإسباني للقرن.
```

## السيرة الذاتية
ولدت جلوريا فويرتس في حي لافابيس في مدريد. كانت والدتها خياطة وخادمة. التحقت بمعهد التعليم المهني للمرأة وحصلت على دبلومات في الاختزال والطباعة والنظافة ورعاية الأطفال. بدأ شغفها في الأدب في سن الخامسة عندما كانت تكتب وترسم قصصها الخاصة. الشغف  الذي حافظت عليه على الرغم من عدم تشجيع عائلتها كما كتبت:
عندما رأتني أمي بكتاب، ضربتني. لم يخبرني أحد في عائلتي «اكتبي، ابنتي، اكتبي، إنكي تقوم بعمل جيد...». لا أحد. ليس لدي ما أشكر عائلتي عليه. لكن عندما تريد شيئًا، حتى لو لم تساعدك عائلتك، فإنك تحصل عليه. إذا كنت تستحق ذلك حقًا وتريد شيئًا بكل رغبتك، فستمضي قدمًا بالتأكيد.
- جلوريا فويرتس
في عام 1932، في سن الرابعة عشرة، نُشرت أول قصيدة له: «الطفولة، الشباب، الشيخوخة». في عام 1934، عندما توفيت والدتها، بدأت جلوريا العمل في ورش عمل المعادن، حيث جمعت بين مهامها المحاسبية وكتابة القصائد. بعد ذلك بعام، أي في عام 1935، نشرت قصائدها الأولى في مجلة للأطفال وألقت أولى قصائدها الشعرية على راديو مدريد. وهكذا، في السابعة عشرة من عمرها فقط، كتبت أول ديوان شعري لها، Isla Ignorada (جزيرة مهجورة)، والذي لم يُنشر حتى عام 1950.
من عام 1938 إلى عام 1958، كانت سكرتيرة مكتب، ومن عام ١٩٣٩ إلى عام ١٩٥٣ عملت كمحررة لمجلة الأطفال Maravillas (عجائب) قصصًا أسبوعية  وقصصًا فكاهية وشعرًا للأطفال. في عملها كمحررة، التقت بالشاعر كارلوس إدموندو دي أوري في عام 1942 - أحد مؤسسي Postismo - عندما أرسل سونيت إلى المجلة التي قررت فويرتس نشرها؛ من خلال هذا الاتصال، أقاموا علاقة صداقة وتبادل فكري، والتي كانت فيما بعد ولفترة من الزمن، على ما يبدو، «زوجين». 
بين عامي 1940 و1945 عُرضت العديد من المسرحيات والقصائد المسرحية للأطفال التابعة لها في مسارح مختلفة في مدريد. أيضًا بين عامي 1940 و1953 بدأت التعاون في مجلات الأطفال، Pelayos وChicos وChicas: المجلة البالغة من العمر 17 عامًا، Chiquitito، ومكملات الأطفال من Flechas y Pelayos (Maravillas) وصحيفة Arriba، التي نشر لها مجلة كاريكاتير كوليتاس وبيلينيس، فتاة تبلغ من العمر تسع سنوات وصبي يبلغ من العمر ست سنوات، وقد حققوا شعبية كبيرة بين الأطفال. في عام 1949 أصدر كتاب أغاني للأطفال، على التوالي في عام 1950   0Pirulí (أشعار للرضع)، منظمين أيضًا مكتبة الأطفال المتجولة الأولى في البلدات الصغيرة.
بالتوازي مع تفانيها في أدب الأطفال في المجلات والمسرحيات والأشعار المسرحية، أسست في عام ١٩٥١، مع ماريا دولوريس دي بابلوس وأديلايدا لاس سانتاس، المجموعة النسائية " Versos con faldas "أبيات في تنانير)التي قدمت على مدار عامين قراءات متكررة وحفلات موسيقية في مقاهي وحانات مدريد. كما تعاونت مع مجلات للبالغين مثل Rumbos وPoesía Española وEl Pajaro de Paja. بالفعل في عام ١٩٥٠ تشاركت مع أنطونيو غالا وخوليو ماريسكال ورافائيل مير في إنشاء المجلة الشعرية Arqueroالتي عملت حتى عام ١٩٥٤.
في عام ١٩٥٢، عرضت أول مسرحية له في الشعر: بروميتو، الحائزة على جائزة بايي إنكلان، في مسرح معهد الثقافة الإسبانية.
من ١٩٥٥ إلى ١٩٦٠ درست علوم المكتبات واللغة الإنجليزية في المعهد الدولي بمدريد، حيث التقيت  بالأمريكية من أصل إسباني فيليس تورنبول، والتي كانت تربطها بها علاقة لمدة خمسة عشر عامًا. عملت هناك من عام ١٩٥٨ كأمينة مكتبة حتى عام ١٩٦١ عندما حصلت على منحة فولبرايت في الولايات المتحدة لتدريس الأدب الإسباني في جامعة باكنيل، وكانت هذه هي المرة الأولى التي تطأ فيها قدمها إحدى الجامعات. في وقت لاحق، قامت بالتدريس في كلية ماري بالدوين وكلية برين ماور، حتى عودته إلى إسبانيا عام ١٩٦٣. عند عودتها من الولايات المتحدة، درس اللغة الإسبانية للأمريكيين في المعهد الدولي. في عام ١٩٧٢ حصلت على منحة دراسية جديدة من مؤسسة خوان مارش في أدب الأطفال.
بدءًا من منتصف السبعينيات، أكسبها تعاونها في برامج الأطفال المختلفة على TVE، مثل Un globo، dos globos، tres globos وLa mansión de los Plaff وLa cometa blanca شهرة كبيرة كشاعرة للأطفال، والتي ستختفي في النهاية بطريقة معينة في مسارها الشعري. لعملها في التلفزيون، حصلت على جائزة الخاتم الفضي في عدة مناسبات. من هذه الفترة فصاعدًا، كانت تلعب دور البطولة باستمرار وبلا كلل في القراءات والحفلات والتكريم، واستمرت في نشر الشعر، لكل من الأطفال والكبار. في ذروة شعبيتها، دفع الممثلون الكوميديون من Martes y Trece لها تحية محاكاة ساخرة لـ«ليلة رأس السنة الجديدة الخاصة» ١٩٨٦.
توفيت في ٢٧ نوفمبر ١٩٩٨ بسرطان الرئة ودُفنت في المقبرة الجنوبية بمدريد. في وصيتها، تركت ثروتها (100 مليون بيزيتا) إلى دار الأيتام المعروفة باسم Ciudad de los muchachos للأب خيسوس سيلفا. في عام ٢٠٠١ نُقلت رفاتها إلى مقبرة لاباز دي ألكوبينداس (مدريد).

## عمل أدبي
على الرغم من أنها عرفت نفسها دائمًا على أنها «عصامية» و«غير متعلمة من الناحية الشعرية»، ربط نقاد اسمها بالحركة الأدبية لجيل الخمسينيات والحركة الأدبية البوستيسمو.
تتحد مع أولئك من جيل الخمسين بنشرها في ذلك الوقت نوع شعر الإدانة الأخلاقية الذي قدمه سيلايا، بلاس دي أوتيرو، خوسيه هييرو، جارسيا نييتو، أنجيل كريسبو أو بوسونيو من بين آخرين، وموضوعاتهم هي: الوحدة، الألم، الظلم الاجتماعي، الحب، الله، الموت... ومع ذلك، فإن الاختلاف الرئيسي بين جلوريا فويرتس وهؤلاء الشعراء هو أنه على الرغم من أن قصائدهم خرجت من الألم والحسرة والحب، إلا أن هؤلاء الشعراء لم يعرفوا حتى كيفية تمثيل الريف بالطريقة التي فعلتها جلوريا فويرتس. كانت تقول «إنه  قبل عد المقاطع، على الشعراء أن يحسبوا ما يحدث»
في عام ١٩٤٢ التقت بكارلوس إدموندو دي أوري، وانضمت إلى الحركة الشعرية المسماة Postismo(ما بعد العصر) وتعاونت في مجلات المجموعة، مثل La Cerbatana، جنبًا إلى جنب مع إدواردو  تشيشارو وسيلڤانو سينريسي .
لا يوجد فصل واضح في عملها الشعري بين السيرة الذاتية والخيال. في بعض الأحيان، ابتكرت الشاعرة «جلوريا» خيالية نسبت إليها بيانات حقيقية على ما يبدو، لكنها لم تكن صحيحة، وفي مناسبات أخرى أدرجت معلومات عن سيرتها الذاتية. كما سردت تجارب لها وللآخرين، بعضها محظور في بعض الأحيان من قبل الرقابة الفرانكوستية. 
تركت الحرب الأهلية الإسبانية أثراً عميقاً عليها. مناهضة الحرب والاحتجاج على عبثية الحضارة حاضران بشكل قاطع في شعرها. لقد أدركت هي نفسها أنه «لولا مأساة الحرب، ربما لم أكن لأكتب الشعر على الإطلاق».
هناك حقيقة مهمة وهي أن جلوريا فويرتس وغابرييلا ميسترال هما المرأتان الوحيدتان اللتان تم تضمينهما في مختارات نورتون التي تضم مائة شاعر في اللغة الإسبانية، وأنها كانت المرأة الوحيدة الموجودة في «مختارات الشعر الإسباني الجديد» التي جمعتها ب«باتلو»، والتي نُشرت الطبعة الأولى في عام ١٩٦٨. اختار خايمي جيل دي بيدما أيضًا أبيات شعرها جنبًا إلى جنب مع زملائه في الجيل مثل غابرييل سيلايا أو خوسيه أغوستين جويتيسولو أو خوسيه هييرو. سلط فرانسيسكو نيفا الضوء على «اختراع صور، التواءات والأصوات المليئة بالجودة والمفاجأة».
أعادت الحركات النسوية اللاحقة تأكيد أهمية جلوريا فويرتس كواحدة من الأصوات القليلة لشعر النساء في فترة ما بعد الحرب، جنبًا إلى جنب مع كارمن كوندي وأنجيلا فيجيرا.

## جلوريا فويرتس والمساواة بين الجنسين
تقول الباحثه شارون كيفي أوغالدي من جامعة تكساس «إن الناس والشفهية اليومية أبعدوها عمدًا عن النمط الشعري المقبول، وخاصة عن الشعراء الثقافيين». يشير العديد من الخبراء إلى أن إحدى الظروف الأخرى ضد انتصار غلوريا فويرتس كانت كونها امرأة، مثلية وفقيرة. يسلط رييس فيلا بيلدا من جامعة إنديانا الضوء على أنها فتحت المجال الشعري لشواغل أولئك الذين ليس لديهم صوت: النساء والعمال والفقراء.
وطالبت بحقوق المرأة بدءًا من الحق في القراءة أو الكتابة أو العمل أو أن تكون شاعرة في وقت ما في التاريخ عندما تم اختزالها في الفضاء المنزلي. أن تكون كاتبًا يعني مخالفة التيار ويتطلب جهدًا كبيرًا والبحث عن مسارات بديلة خلف الأبواب المغلقة. تسجل العديد من قصائدها عدم المساواة بين الجنسين في وقتها وتشكل طريقة لمحاربة القيود المفروضة "، كما تقول كيفي أوغالدي.
كما عارضت أيضًا النماذج التقليدية للمرأة حينئذ، وقدمت نموذج جديد خلال نظام فرانكو. تقول فيلا بيلدا: «عزز فرانكو مجتمعًا أبويًا وثقافة محافظة استبعدت النساء من الحياة المهنية والثقافية». قدمت فويرتس نموذجًا جديدًا للمرأة التي احتفلت بتهميشها، وبهذه الطريقة أكدت هويتها. وبذلك أصبحت حلقة الوصل لاستعادة الحداثة ومواصلتها ”.
يندرج إصدار «ثلاث ملكات حكيمات: ميلشورا وجاسبارا وبالتاسارا» في عام ١٩٧٨، والذي يُعد حاليًا من كلاسيكيات أدب الأطفال، ضمن هذا الإطار. في مواجهة استحالة ذهاب ميلشور وجاسبار وبلتاسار إلى بيت لحم، تأخذ زوجاتهم مكانهم في الرحلة ولديهم دور قيادي في القصة على عكس مجتمع ما بعد الحرب الذي دفع النساء إلى المنزل. الأمهات ملكات حكيمات أيضًا، لأن الآباء قد ذهبوا إلى الحرب ويجب على شخص ما أن يتبع النجوم ويغمر الأطفال بهداياه السحرية (مراسم عيد الحكماء الثلاثة).
بالإضافة إلى كونها مدافعة عن المساواة بين الجنسين، كانت فويرتس من دعاة السلام - عارضت الحروب في فيتنام وكمبوديا والحرب الأهلية الإسبانية - ومدافعة عن البيئة.

## الحياة الشخصية
صورت جلوريا فويرتس نفسها في شعر سيرتها الذاتية على أنها شاعرة اسبانية متاصلة، مفتونة ومدخنة بكثرة، عازبة وحيدة، متدينة ومثلية، مناصرة للسلام والنسوية.
كان صديقها مانولو أول حبها «الذي تطوع للحرب ولم يعد أبدًا»؛ والتي وصفت في قصيدة «كارتا دي لا إيمي» على النحو التالي: «حبيبي مانولو: المدريدي النابض بالحياة خاصتي، ثمرة الخوخ الناضجة». كانت لها أيضًا علاقة جديرة بالملاحظة مع شاعر من حركة ما بعد العصر «كارلوس إدموندو دي أوري»، كما يبدو أن القصائد التي تقاطعت مع بعضها البعض توحي؛ هكذا قالت له في «الاذرع المهجورة»: «أنا أحبك، حتى لو كانت الحياة رافضة!».
لكن حبها الأكبر كانت فيليس تورنبول، وهي أمريكية من أصل إسباني التقيت بها عام ١٩٥٣ في مقر المعهد الدولي في مدريد. استمرت العلاقة ١٥ عاما. تشرح بالوما بوربيتا، رئيسة مؤسسة جلوريا فويرتس، أن الشاعرة لم تخفها: «لم تخف مثليتها، عرفها أصدقاؤها، ورغم أنها تتحدث عن الحب بشكل عام في عملها، إلا أنها تذكره أحيانًا، مثل عندما تقول «سميت شفيعه المحبة المحرمة» ». انتهت العلاقة مع فيليس في عام ١٩٧٠، قبل عام من وفاتها. الخسارة التي قد تذكرها في كثير من ابيات سيرتها الذاتية: 
لقد مات كل من كان عندي منذ سنوات
وأنا وحيدة أكثر مني
-جلوريا فويرتس

## الإرث والإشادة
لوحة سيراميك في استيبونا.
تم تقدير ودراسة معظم الأعمال النقدية لجلوريا فويرتس في الخارج، وقد جاءت من أصل أمريكا الشمالية (أندرو ب. ديبيكي، ماندلوف، سيرنو، بيرسين، كابوتشيو، براون...). في الولايات المتحدة، هناك ما يصل إلى ١٢ دراسة متخصصة حول هذا الموضوع، وتم إجراء العديد من أطروحات الدكتوراه هناك.
قامت بلديات مختلفة (مدريد، سيرسيديلا، قرطبة، غرناطة، ألميريا، جيخون، أريسيفي، ألكوبينداس، إستيبونا، سان سيباستيان دي لوس رييس، توريخون دي أردوز، ميرافلوريس، رينكون دي لا فيكتوريا (لا كالا ديل مورال)، موطنها) بتكريس شوارع لها ومناطق حضرية.
في عام ٢٠٠٠، تم إنشاء مؤسسة جلوريا فويرتس من قبل الكاتبة لوس ماريا خيمينيز فارو، مديرة حقوق النشر الخاصة بها بعد وفاتها. في عام ٢٠١٥، توفت خيمينيز فارو وتم نقلها إلى المؤسسة. تم توريث ممتلكات جلوريا فويرتس إلى مؤسسة للأطفال. تمت الموافقة على المؤسسة وتسجيلها في سجل المؤسسات الثقافية والتدريسية والبحثية والرياضية بوزارة التربية والتعليم والثقافة والرياضة في ١ يونيو ٢٠٠٠. 
في ٢٨ يوليو ٢٠١٦، احتفلت جوجل بالذكرى التاسعة والتسعين لميلاد جلوريا من خلال Google Doodle على صفحتها الرئيسية، والتي تضم تصويرًا للكاتبة وهي تروي قصصًا للأطفال. في نفس العام، كرمت شركة الطيران النرويجية إير شاتل الشاعر ة بصورة على المثبت الرأسي لإحدى طائراتها من طراز بوينج 737-800.

## الذكرى المئوية
ساعد الاحتفال بالذكرى المئوية لميلادها في عام ٢٠١٧ على استعادة دورها في الشعر الإسباني بعد الحرب بالإضافة إلى إنتاجها في أدب الأطفال. 
من بين المنشورات التذكارية El libro de Gloria Fuertes (كتاب جلوريا فويرتس)، مع أكثر من ٣٠٠ قصيدة وسيرة ذاتية من تأليف خورخي دي كاسكانتي. كتب بلاكي والجغرافيا البشرية وقصائد أخرى ؛ جلوريا فويرتس مع مقدمة من قبل لويس أنطونيو دي فيلينا تم تحريرها في الشمال «تنمو لحيتي». قصائد لكبار السن والأصغر سنا. جلوريا فويرتس. من كتب الخزان.
أقيم معرض في مركز فرناندو فرنان غوميز جلوريا فويرتس الثقافي ١٩١٧-١٩٩٨ ، يروي حياة الشاعرة وأعمالها من خلال الصور والقصائد والوثائق والأشياء الشخصية الأخرى.

## الجوائز
حصلت جلوريا فويرتس على الجوائز والتقديرات التالية طوال حياتها المهنية: 
1947 الجائزة الأولى لـ «كلمات الأغاني» من راديو ناسيونال دي إسبانيا.
1958 أول ذكر في المسابقة الدولية للشعر الغنائي الإسباني، مع فيلم Todo المخيف.
1959 جائزة Acento مع الكتاب غير المنشور En pie de paz.
1965 جائزة Guipúzcoa مع لا طلقة ولا سم ولا سكين.
1966 جائزة Lazarillo مع Kangaroo عن كل شيء.
1968 دبلوم الشرف، جائزة أندرسن الدولية لأدب الأطفال، مع كانجارو لكل شيء.
1969 جائزة Accésit Vizcaya، عن كيفية ربط شوارب النمر.
1972 - جائزة أفضل أغنية من كلمات كلمات السلام، بلد الوليد.
1976 الحلقة الفضية لراديو التليفزيون الإسباني.
1994 منح Cervantes Chico من قبل مجلس
مدينة Alcalá de Henares لمسيرتها المهنية.

## أعمال أدبية

### قصص الأطفال
الشعر 
- «الحلم السيء» (1954)
- ترى ما هذا الهراء (1948)
- أغاني الأطفال (1949)
- «الحلم السيء» (1954)
- ترانيم عيد الميلاد (1956)
- مصاصة (1956)
- الكنغر لكل شيء (1968). تنويه مشرف في جائزة هانز كريستيان أندرسن لأدب الأطفال
- دون داك ودون بيتو (1970)
- أورورا، بريجيدا وكارلوس (1970)
- يرسم الطائر (1972)
- حلوى الجنية (1973)
- Tealight (1973)
- القط تشونداراتا وقصص أخرى (1974)
- الإوزة المجنونة (1977)
- الجمل الأعرج (1978)
- تنين الجبلر (1978)
- المومياء مصابة بنزلة برد (1978)
- ثلاثة نمور بالقمح (1979)
- لذا أنا (1980)
- الأشهر (1980)
- مونتو وليو يقعان في المشاكل (1980)
- السنجاب وعصابته (1981)
- مونتو وليو يلتقيان بعمهما (1981)
- دخول مونتو وليو إلى النهر (1981)
- الكتاب المجنون القليل من كل شيء (1981)
- الكلب الذي لا يعرف كيف ينبح (1983)
- ضفيرة الشاعر (1982)
- تامر عض الأسد (1982)
- دونوزيتو الدب الجريء (1982)
- أبجدية دون هيلاريو (1983)
- Pío Pío Lope، الفرخ قصير النظر (1986)
- تقلبات اللسان لربط لسانك (1988)
- الطباخ الغائب (1994)
- أشعار مقلية (1994)
- نيكولاس وشقيقه برونو
- المدرسة في قاع البحر

## المسرح
- الأميرة التي أرادت أن تكون فقيرة (1942)
- شاي تشين تشا الصيني (1955)
- بيترا، رجل يسألك (1970)
- الملكات الثلاثة الساحرة (1978)
- بيت المجنون (2010)
- تلفزيون
- بالون واحد، بالونان، ثلاث بالونات
- قصر بلاف
- الطائرة الورقية البيضاء
- ڤاند الكبير
- الأولاد الصغار يضربون من جديد

## أدب الكبار
- الجزيرة المتجاهلة (مدريد: نيو ميوز، 1950)
- مختارات وقصائد الضاحية (كاراكاس: غنائية إسبانية، 1954)
- أنصح بشرب الخيط (مدريد: آرتشر، 1954).
- كل شيء يخيف (كاراكاس: غنائي لاتيني، 1958). أول ذكر للمسابقة الدولية للشعر الغنائي الإسباني
- ... أنك على الأرض (برشلونة: كوليور، 1962)
- لا طلقة ولا سم ولا سكين (برشلونة: مجموعة الباردو، 1965). جائزة Guipuzcoa 1965.
- شاعر الحرس (برشلونة: مجموعة الباردو، 1968)
- كيفية ربط شعيرات النمر (برشلونة: مجموعة الباردو، 1969). الجائزة الثانية فيزكايا
- مختارات شعرية (1950-1969)
- وحيد في الغرفة (سرقسطة: جافالامبر، 1973)
- عندما تحب تتعلم الجغرافيا (مالقة: دورة عليا في فقه اللغة، 1973)
- أعمال غير مكتملة (مدريد: الرئيس، 1975)
- قصة جلوريا: (الحب، الفكاهة، الحسرة) (مدريد: كاتيدرا، 1980)
- امرأة ذات شعر على صدرها (مدريد: كاتيدرا، 1995)
- أخطأنا مثل الملائكة (مدريد: توريموزاس، 1997)
- جلوريرياس (مدريد: توريموزاس، 1998)
- من الصعب أن تكون سعيدًا بعد ظهر أحد الأيام (مدريد: توريموزاس، 2005)
- التتبع (مدريد: Torremozas، 2006)
- يشربون النور (مدريد: Torremozas، 2008)
- قانون العاطفة (مدريد: Notebooks of the Labyrinth، 2008)
- الأسلحة المهجورة (مدريد: توريموزاس، 2009)
- قصائد عملية أكثر من مجرد نظرية (مدريد: توريموزاس، 2011)
- لحيتي تنمو. قصائد لكبار السن والأصغر سنا. (برشلونة: إصدارات كتب الخزان، 2017)
- الجغرافيا البشرية وقصائد أخرى (مدريد: إصدارات الشمال، 2017)
- الصحافة الأدبية للأطفال
- بيلايوس، (1938)
- بنين (1938-)
- عجائب (مجلة) (1940)
- سهام وبيلايوس (1942)
- صغيرة (1942-)
- البنات: مجلة عمرها 17 عاما (1950-)

## روابط خارجية
- غلوريا غارسيا على موقع ميوزك برينز (الإنجليزية)
- غلوريا غارسيا على موقع ديسكوغز (الإنجليزية)